# Vassili Khomenko
Vassili Afanassievitch Khomenko (30 mars 1899 - 9 novembre 1943) est un lieutenant général, commandant de l'armée soviétique.

## Biographie
Khomenko naît le 30 mars 1899 dans une famille ukrainienne du village de Petrovsky, aujourd'hui dans le district de Borisoglebsky, dans l'oblast de Voronej.
Il s’enrôle dans l'armée rouge en 1918. En 1920, il obtient son diplôme de commissaire militaire. Pendant la guerre civile russe, il est commandant de peloton, officier militaire et commandant d'un régiment.
Après la guerre, il commande un régiment dans la lutte contre la révolte basmatchi sur le front du Turkestan. Depuis 1924, il est commissaire du quartier fortifié autour de la forteresse de Koushka. En 1928, il est diplômé de KUVNAS (en) à l'académie militaire de M. V. Frounze. Depuis 1935, il sert dans les troupes frontalières du NKVD, en tant que chef du département d'état-major, puis en tant que chef d'état-major des troupes frontalières et internes du NKVD. En novembre 1940, il dirige les troupes frontalières du NKVD de Moldavie et de l'URSS ukrainienne. Le 12 juin 1941, il est commandant adjoint des troupes du district militaire spécial de Kiev.

### Seconde Guerre mondiale
Après le déclenchement de la Seconde Guerre mondiale, il devient le 12 juillet 1941, le commandant de la 30e armée, qui fin juillet est incluse dans le front occidental. Sous son commandement, l'armée participe à la bataille de Smolensk, aux batailles défensives dans le district de Rzhevsky et à l'opération défensive de Kalinine (ru). Début décembre 1941, il est nommé commandant adjoint de la zone de défense de Moscou.
En août 1942, il sert brièvement comme commandant de la 24e armée, puis est nommé commandant de la 58e armée nouvellement formée dans le cadre du front transcaucasien. À ce poste, il dirige les troupes dans la pacification de la région autour de Makhatchkala. Le 21 novembre 1942, il est nommé commandant de la 44e armée (ru). Sous sa direction, l'armée participe aux opérations offensives des batailles du Caucase, de Rostov, de Miousskaïa, du Donbass et de Melitopol et libère les villes de Vorochilovsk (aujourd'hui Stavropol), Taganrog, Ioudanov (aujourd'hui Marioupol) et Azov. Fin octobre 1943, l'armée se replie sur le front de réserve et occupe la défense de la ligne Zavadivka - Kakhovka - Dnipriany.
Il est tué au combat le 9 novembre 1943, lorsque son véhicule pénètre par erreur dans les lignes ennemies. Joseph Staline crut à tort qu'il avait fait défection vers l'Allemagne nazie et dissous son armée. Il est récipiendaire de l'Ordre de la bannière rouge, de l'Ordre de Koutouzov et de l'Ordre de l'Étoile rouge.